# Chad Barrett
Chad Randall Barrett (San Diego, 30 aprile 1985) è un ex calciatore statunitense, di ruolo attaccante.

## Palmarès

### Club

#### Competizioni nazionali
- U.S. Open Cup: 2

Chicago Fire: 2006
Seattle Sounders FC: 2014
- Canadian Championship: 2

Toronto FC: 2009, 2010
- MLS Supporters' Shield: 2

Los Angeles Galaxy: 2011
Seattle Sounders FC: 2014
- Campionato MLS: 1

Los Angeles Galaxy: 2011